# عذق

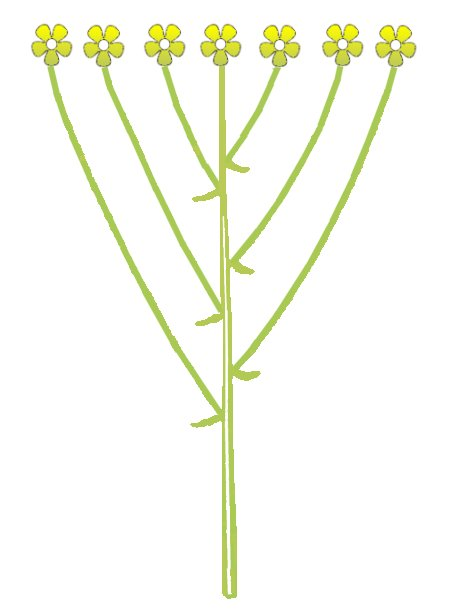

العِذْق هو مصطلح نباتي يُشير إلى نمو الأزهار بحيث يكون خارجها أطول من باطنها، ومن ثم تصل جميع الأزهار إلى مستوى مشترك.
وتُعد شجرة الأجاص والقيقب الدلبي والبهشية البراغوانية أمثلة للعذق.
وقد قال النبي صلى الله عليه وسلم: «كم من عذق رداح في الجنة لأبي الدحداح» لما تصدق أبو الدحداح بحائط النخل وفيه 600 نخلة.

## معرض صور

عذق شمراخي
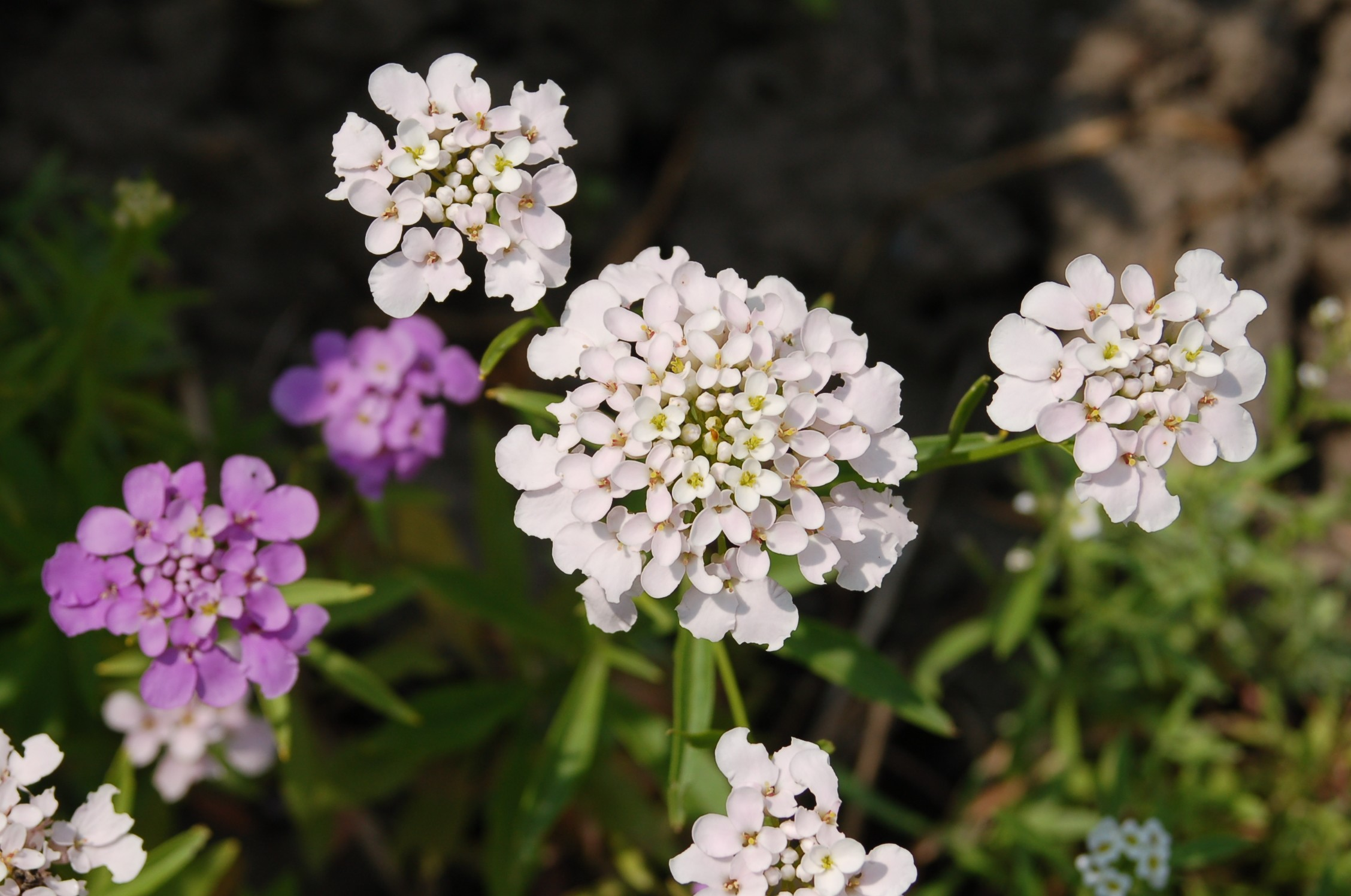
Iberis umbellata or candytuft (عذق شمراخي)
عذق سنميّ
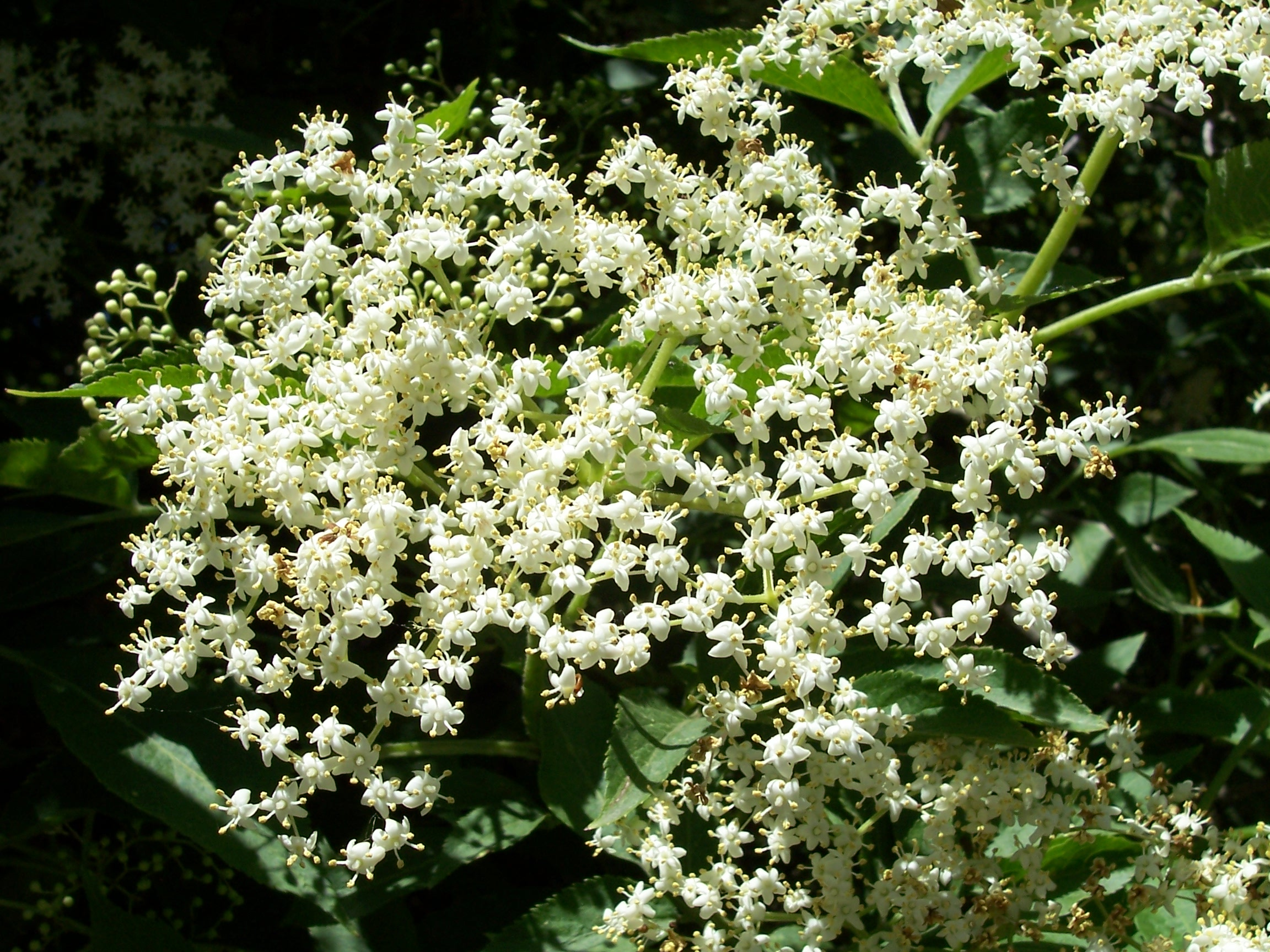
خمان أسود (عذق سنمي)